# Quitter la ville
Quitter la ville est un roman de Christine Angot paru chez Stock en 2000.

## Résumé
Quitter la ville met en exergue la violence inhérente au succès et à la médiatisation d'une œuvre littéraire. Christine Angot y relate, dans un style frénétique, les répercussions de la publication de son précédent roman L'Inceste. Elle revient alors sur sa conception d'une littérature avant tout performative, c'est-à-dire une écriture qui débouche et agit sur le réel.

## Éditions
- Quitter la ville, Stock, 2000 - rééd. Le Livre de poche.